# Kailen Sheridan
Kailen Mary Iacovoni Sheridan (* 16. Juli 1995 in Pickering, Ontario) ist eine kanadische Fußballtorhüterin, die seit der Saison 2022 beim San Diego Wave FC in der National Women’s Soccer League unter Vertrag steht. Seit 2016 spielt sie für die Kanadische Fußballnationalmannschaft der Frauen.

## Karriere

### Vereine
Im Jahr 2013 absolvierte Sheridan ihre ersten Ligaspiele für das Team der Toronto Lady Lynx in der semiprofessionellen W-League. Während ihres Studiums an der Clemson University lief sie in der Folge von 2013 bis 2016 für das dortige Hochschulteam der Clemson Tigers auf. Im Januar 2017 wurde Sheridan beim College-Draft der NWSL in der dritten Runde an Position 23 vom Sky Blue FC verpflichtet. Nach 5 Spielzeiten beim zuletzt als NJ/NY Gotham FC firmierenden Team, wechselte sie 2022 zum NWSL-Neuling San Diego Wave FC. Sie blieb in 20 Spielen achtmal ohne Gegentor und erreichte mit dem Team das Halbfinale der Play-offs, schied dort aber gegen den späteren Sieger Portland Thorns FC aus.

### Nationalmannschaft
Sheridan durchlief von 2012 bis 2015 die kanadischen Juniorinnennationalmannschaften der Altersstufen U-17, U-20 und U-23. Im März 2016 kam sie im Rahmen des Algarve-Cups erstmals in der A-Nationalmannschaft zum Einsatz, Kanada konnte das Turnier in Abwesenheit mehrerer Mannschaften der Weltspitze erstmals gewinnen. Während der Olympischen Spiele 2016 befand sie sich als Ersatztorhüterin von Stephanie Labbé und Sabrina D’Angelo im erweiterten kanadischen Aufgebot. Für  die WM 2019 wurde sie aufgrund der Verletzung von Erin McLeod nachnominiert. Sie kam aber in Frankreich nicht zum Einsatz. Beim Qualifikationsturnier für die Olympischen Spiele 2020 wurde sie beim 11:0-Sieg gegen St. Kitts und Nevis eingesetzt. Nach dem Turnier folgte wegen der COVID-19-Pandemie ein einjährige Länderspielpause. Beim SheBelieves Cup 2021 stand sie im Spiel gegen Weltmeister USA in der Startelf, musste aber verletzungsbedingt nach elf Minuten ausgewechselt werden.
Im Juni 2021 wurde sie für die wegen der COVID-19-Pandemie um ein Jahr verschobenen Olympischen Spiele nominiert.  Im ersten Gruppenspiel gegen Gastgeber Japan wurde sie in der 58. Minute für die verletzte Stephanie Labbé eingewechselt, nachdem diese noch einen von ihr verursachten Foulelfmeter halten konnte. Im zweiten Gruppenspiel, das mit 2:1 gegen Chile gewonnen wurde, stand sie 90 Minuten im Tor. Danach war Labbé wieder einsatzfähig, so dass Sheridan nichts mehr zum Gewinn der Goldmedaille beitragen konnte. Nach dem Rücktritt von Labbé im April 2022 wurde sie zur neuen Nummer-Eins im Tor der Kanadierinnen. Beim CONCACAF W Championship 2022 stand sie in zwei Gruppenspielen sowie dem Halbfinale und Finale im Tor. Sie kassierte lediglich bei der 0:1-Finalniederlage gegen die USA ein Tor und wurde als beste Torhüterin des Turniers ausgezeichnet.
Am 9. Juli 2023 wurde sie für die WM 2023 nominiert, kam in jedem der drei Spiele ihres Teams zum Einsatz und schied mit ihrer Mannschaft nach der Vorrunde aus.

## Erfolge
- 2016: Gewinn des Algarve-Cup
- Olympiasiegerin 2021 (ohne Finaleinsatz)

## Auszeichnungen
- 2022: Beste Torhüterin der NWSL 2022
- 2022: Wahl ins NWSL Best XI First Team[9]
- 2022: Beste Torhüterin der CONCACAF W Championship 2022